# 오장환문학상
오장환문학상(吳章煥文學賞)은 솔출판사와 보은문화원에서 공동으로 주최하는 문학상으로서, 모더니스트와 리얼리스트의 면모를 동시에 갖추고 있는 한국 아방가르드 시단의 선구자로 평가받는 오장환(1918∼1951) 시인 오장환 시인을 기리고자 2008년에 제정되었다. 상금은 1천만원이며 시상식은 오장환문학제가 열리는 보은문화예술회관 앞 뱃들공원에서 열린다. 

## 역대 수상자
| 수상 연도     | 수상자                                    |
| ------------- | ----------------------------------------- |
| 2008년 제1회  | 최금진 시집 <새들의 역사>                 |
| 2009년 제2회  | 백무산 시집 <거대한 일상>                 |
| 2010년 제3회  | 최두석 시집 <투구꽃>                      |
| 2011년 제4회  | 김수열 시집 <생각을 훔치다>               |
| 2012년 제5회  | 최종천 시집 <고양이의 마술>               |
| 2013년 제6회  | 윤재철 시집 <거꾸로 가자>                 |
| 2014년 제7회  | 장이지 시집 <라플란드 우체국>             |
| 2015년 제8회  | 최정례 시집 <개천은 용의 홈타운>          |
| 2016년 제9회  | 이덕규 시집 <놈이었습니다>                |
| 2017년 제10회 | 박형권 시집 <가덕도 탕수구미 시거리 상향> |

## 오장환 신인 문학상
| 수상 연도    | 수상자                                         |
| ------------ | ---------------------------------------------- |
| 2012년 제1회 | 이재연 시집 <쓸쓸함이 아직도 신비로웠다>외 4편 |
| 2013년 제2회 | 신윤서 시집 <브라우티건 풍으로>                |
| 2014년 제3회 | 리호 시집 <기타와 바게트>                      |
| 2015년 제4회 | 채인숙 시집 <1945, 그리운 바타비아>            |
| 2016년 제5회 | 박순희 시집 <역류하는 소문>                    |
| 2017년 제6회 | 김백형(본명 김태희) 시집 <광화문바닥분수>      |